# Lutz Becker (Leichtathlet)
Lutz Becker (* 27. Dezember 1969 in Kassel) ist ein ehemaliger deutscher Leichtathlet, der im 400-Meter-Lauf antrat.

## Sportliche Karriere
Lutz Becker startete 1992 und 1993 für die Leichtathletik-Gemeinschaft Braunschweig und wechselte dann zum USC Mainz. Bei den Deutschen Meisterschaften 1994 wurde er über 400 Meter Zweiter hinter Kai Karsten Seine Bestzeit von 46,25 Sekunden lief er am 6. Juni 1993 in Heidelberg.
Bei den Halleneuropameisterschaften 1994 in Paris-Bercy qualifizierte sich Becker mit 46,71 Sekunden für das Finale über 400 Meter. Im Endlauf belegte er mit 47,74 Sekunden den vierten Platz mit fast einer Sekunde Rückstand auf seinen drittplatzierten Landsmann Rico Lieder. Im Sommer 1994 bei den Europameisterschaften in Helsinki schied er über 400 Meter im Vorlauf aus. Die 4-mal-400-Meter-Staffel mit Daniel Bittner, Kai Karsten, Lutz Becker und Edgar Itt erreichte das Ziel als fünfte Staffel in 3:04,15 Minuten.